# Papillaria crenifolia
Papillaria crenifolia är en bladmossart som beskrevs av C. Müller 1901. Papillaria crenifolia ingår i släktet Papillaria och familjen Meteoriaceae. Inga underarter finns listade i Catalogue of Life.